# Gilbert Cates
Pour les articles homonymes, voir Cates.
Gilbert Cates, né le 6 juin 1934 à New York et mort le 31 octobre 2011 à Los Angeles, est un réalisateur, producteur et scénariste américain. Bien qu'il soit principalement connu pour avoir produit quatorze cérémonies annuelles des Oscars, Gilbert Cates a aussi réalisé de nombreux films notables tels que I Never Sang for My Father (1970), Summer Wishes, Winter Dreams (1973) ou encore The Last Married Couple in America (1980).

## Filmographie

### Réalisateur
- 1961 : Camouflage (série télévisée)
- 1963 : Picture This (série télévisée)
- 1966 : Rings Around the World
- 1967 : Reach for the Stars (en) (Jeu télévisé)
- 1970 : Je n'ai jamais chanté pour mon père (I Never Sang for My Father)
- 1972 : To All My Friends on Shore (en) (TV)
- 1973 : Summer Wishes, Winter Dreams
- 1973 : The Affair (en) (TV)
- 1974 : Après la chute (After the Fall) (TV)
- 1976 : Dragonfly
- 1977 : Johnny, We Hardly Knew Ye (ru) (TV)
- 1979 : The Promise
- 1980 : The Last Married Couple in America
- 1980 : Oh, God! Book 2
- 1982 : Country Gold (TV)
- 1983 : Hobson's Choice (TV)
- 1984 : Burning Rage (TV)
- 1985 : Consenting Adult (en) (TV)
- 1986 : Un secret trop lourd (Child's Cry) (TV)
- 1987 : Backfire
- 1988 : Fatal Judgement (de) (TV)
- 1988 : My First Love (TV)
- 1989 : Do You Know the Muffin Man? (en) (TV)
- 1990 : Les vertiges de la gloire (en) (Call Me Anna) (TV)
- 1991 : Absolute Strangers (en) (TV)
- 1994 : Deux coupables pour un crime (es) (Confessions: Two Faces of Evil) (TV)
- 1996 : Erreur judiciaire (Innocent Victims) (TV)
- 2002 : A Death in the Family (TV)
- 2002 : Collected Stories (TV)

### Producteur
- 1961 : Camouflage (série télévisée)
- 1966 : Rings Around the World
- 1970 : Je n'ai jamais chanté pour mon père (I Never Sang for My Father)
- 1972 : To All My Friends on Shore (TV)
- 1974 : After the Fall (TV)
- 1976 : Dragonfly
- 1980 : The Last Married Couple in America
- 1980 : Oh, God! Book II
- 1982 : The Kid from Nowhere (TV)
- 1990 : 62e cérémonie des Oscars (TV)
- 1991 : 63e cérémonie des Oscars (TV)
- 1991 : Absolute Strangers (TV)
- 1992 : 64e cérémonie des Oscars (TV)
- 1992 : In My Daughter's Name (TV)
- 1993 : 65e cérémonie des Oscars (TV)
- 1994 : Confessions: Two Faces of Evil (TV)
- 1994 : 66e cérémonie des Oscars (TV)
- 1995 : 67e cérémonie des Oscars (TV)
- 1997 : 68e cérémonie des Oscars (TV)
- 1998 : 70e cérémonie des Oscars (TV)
- 1999 : 71e cérémonie des Oscars (TV)
- 2001 : 73e cérémonie des Oscars (TV)
- 2002 : A Death in the Family (TV)
- 2002 : Collected Stories (TV)
- 2003 : 75e cérémonie des Oscars (TV)
- 2003 : CBS at 75 (TV)
- 2005 : 77e cérémonie des Oscars (TV)
- 2006 : 78e cérémonie des Oscars (TV)
- 2008 : 80e cérémonie des Oscars (TV)

### Acteur
- 2000 : $pent (en) : M. Walsh

### Scénariste
- 1986 : Un secret trop lourd (Child's Cry) (TV)